# Tutova
Tutova é uma comuna romena localizada no distrito de Vaslui, na região de Moldávia. A comuna possui uma área de 53.01 km² e sua população era de 3716 habitantes segundo o censo de 2007.